# Atarib
Atarib, ou Atareb, (en arabe : أتارب) est une ville du gouvernorat d'Alep, en Syrie. Elle est située à 25 kilomètres à l'Est d'Alep. Sa population en 2004 est de 10 657 personnes. C'est le chef-lieu du district éponyme.
En avril 2011, des manifestations contre le régime ont lieu, dans le cadre des Printemps arabes et de la Révolution syrienne. En 2012, la ville, contrôlée par l'opposition dès juillet, est en grande partie détruite par des bombardements aériens du régime syrien. Elle devient un lieu de repli pour les officiers syriens faisant défection de l'armée et la formation de l'Armée syrienne libre. 
Le 6 février 2023, au moins 60 habitants d'Atarib décèdent à la suite d'un séisme ayant frappé le nord-ouest de la Syrie.